# پناه
پناه فیلمی به کارگردانی و نویسندگی احمد بهرامی و تهیه‌کنندگی احمد بهرامی، ناهید عزیزی محصول سال ۱۳۹۶ است.
پخش بین‌المللی این فیلم توسط دریچه سینما Cineport انجام شده‌است.

## خلاصه داستان
پسری جوان بنام پناه در یک روستای کوچک در دل کویر کمک حال خانواده و اهالی روستا است. او میان رفتن و ماندن مردد است…